# Seznam týmů a jezdců na Tour de France 2007
Na startovní listině Tour de France 2007  bylo celkem 189 cyklistů z 21 cyklistických stájí. 94. ročníku Tour de France nestartoval žádný Čech.
| Caisse d'Epargne (GCE) | Caisse d'Epargne (GCE)  | Caisse d'Epargne (GCE) | Caisse d'Epargne (GCE) | Caisse d'Epargne (GCE) |
| ---------------------- | ----------------------- | ---------------------- | ---------------------- | ---------------------- |
| Číslo                  | Jezdec                  | Věk                    | Stát                   | Pozice                 |
| 11                     | Óscar Pereiro           | 29                     | Španělsko              | 10                     |
| 12                     | David Arroyo            | 27                     | Španělsko              | 13                     |
| 13                     | Vicente García Acosta   | 34                     | Španělsko              | 91                     |
| 14                     | Iván Gutiérrez          | 28                     | Španělsko              | 22                     |
| 15                     | Vladimir Karpets        | 26                     | Rusko                  | 14                     |
| 16                     | Francisco Pérez Sanchez | 23                     | Španělsko              | 72                     |
| 17                     | Nicolas Portal          | 28                     | Francie                | 57                     |
| 18                     | Alejandro Valverde      | 27                     | Španělsko              | 6                      |
| 19                     | Xabier Zandio           | 30                     | Španělsko              | DNF                    |

| T-Mobile Team (TMO) | T-Mobile Team (TMO) | T-Mobile Team (TMO) | T-Mobile Team (TMO) | T-Mobile Team (TMO) |
| ------------------- | ------------------- | ------------------- | ------------------- | ------------------- |
| Číslo               | Jezdec              | Věk                 | Stát                | Pozice              |
| 21                  | Michael Rogers      | 27                  | Austrálie           | DNF                 |
| 22                  | Marcus Burghardt    | 24                  | Německo             | 127                 |
| 23                  | Mark Cavendish      | 22                  | Spojené království  | DNF                 |
| 24                  | Bernhard Eisel      | 26                  | Rakousko            | 121                 |
| 25                  | Linus Gerdemann     | 24                  | Německo             | 36                  |
| 26                  | Bert Grabsch        | 32                  | Německo             | 105                 |
| 27                  | Kim Kirchen         | 29                  | Lucembursko         | 7                   |
| 28                  | Axel Merckx         | 34                  | Belgie              | 62                  |
| 29                  | Patrik Sinkewitz    | 26                  | Německo             | DNS                 |

| Team CSC (CSC) | Team CSC (CSC)        | Team CSC (CSC) | Team CSC (CSC) | Team CSC (CSC) |
| -------------- | --------------------- | -------------- | -------------- | -------------- |
| Číslo          | Jezdec                | Věk            | Stát           | Pozice         |
| 31             | Carlos Sastre         | 32             | Španělsko      | 4              |
| 32             | Kurt Asle Arvesen     | 32             | Norsko         | 67             |
| 33             | Fabian Cancellara     | 26             | Švýcarsko      | 100            |
| 34             | Íñigo Cuesta          | 38             | Španělsko      | 51             |
| 35             | Stuart O'Grady        | 33             | Austrálie      | DNF            |
| 36             | Fränk Schleck         | 27             | Lucembursko    | 17             |
| 37             | Christian Vande Velde | 31             | USA            | 25             |
| 38             | Jens Voigt            | 35             | Německo        | 28             |
| 39             | David Zabriskie       | 28             | USA            | DSQ            |

| Predictor-Lotto (PRL) | Predictor-Lotto (PRL) | Predictor-Lotto (PRL) | Predictor-Lotto (PRL) | Predictor-Lotto (PRL) |
| --------------------- | --------------------- | --------------------- | --------------------- | --------------------- |
| Číslo                 | Jezdec                | Věk                   | Stát                  | Pozice                |
| 41                    | Cadel Evans           | 30                    | Austrálie             | 2                     |
| 42                    | Mario Aerts           | 32                    | Belgie                | 70                    |
| 43                    | Dario Cioni           | 32                    | Itálie                | 56                    |
| 44                    | Chris Horner          | 35                    | USA                   | 15                    |
| 45                    | Leif Hoste            | 29                    | Belgie                | 110                   |
| 46                    | Robbie McEwen         | 35                    | Austrálie             | DSQ                   |
| 47                    | Fred Rodriguez        | 33                    | USA                   | DNF                   |
| 48                    | Johan Vansummeren     | 26                    | Belgie                | 63                    |
| 49                    | Wim Vansevenant       | 35                    | Belgie                | 141                   |

| Rabobank (RAB) | Rabobank (RAB)      | Rabobank (RAB) | Rabobank (RAB) | Rabobank (RAB) |
| -------------- | ------------------- | -------------- | -------------- | -------------- |
| Číslo          | Jezdec              | Věk            | Stát           | Pozice         |
| 51             | Děnis Meňšov        | 29             | Rusko          | DNF            |
| 52             | Michael Boogerd     | 35             | Nizozemsko     | 12             |
| 53             | Bram de Groot       | 32             | Nizozemsko     | 134            |
| 54             | Thomas Dekker       | 22             | Nizozemsko     | 35             |
| 55             | Juan Antonio Flecha | 29             | Španělsko      | 85             |
| 56             | Óscar Freire        | 31             | Španělsko      | DNS            |
| 57             | Grischa Niermann    | 32             | Německo        | 86             |
| 58             | Michael Rasmussen   | 33             | Dánsko         | DNS            |
| 59             | Pieter Weening      | 26             | Nizozemsko     | 128            |

| AG2R Prévoyance (A2R) | AG2R Prévoyance (A2R) | AG2R Prévoyance (A2R) | AG2R Prévoyance (A2R) | AG2R Prévoyance (A2R) |
| --------------------- | --------------------- | --------------------- | --------------------- | --------------------- |
| Číslo                 | Jezdec                | Věk                   | Stát                  | Pozice                |
| 61                    | Christophe Moreau     | 36                    | Francie               | 37                    |
| 62                    | José Luis Arrieta     | 36                    | Španělsko             | 52                    |
| 63                    | Sylvain Calzati       | 28                    | Francie               | DNF                   |
| 64                    | Cyril Dessel          | 32                    | Francie               | DNF                   |
| 65                    | Martin Elmiger        | 28                    | Švýcarsko             | 74                    |
| 66                    | John Gadret           | 28                    | Francie               | 54                    |
| 67                    | Simon Gerrans         | 27                    | Austrálie             | 94                    |
| 68                    | Stéphane Goubert      | 37                    | Francie               | 27                    |
| 69                    | Ludovic Turpin        | 32                    | Francie               | 44                    |

| Euskaltel–Euskadi (EUS) | Euskaltel–Euskadi (EUS) | Euskaltel–Euskadi (EUS) | Euskaltel–Euskadi (EUS) | Euskaltel–Euskadi (EUS) |
| ----------------------- | ----------------------- | ----------------------- | ----------------------- | ----------------------- |
| Číslo                   | Jezdec                  | Věk                     | Stát                    | Pozice                  |
| 71                      | Haimar Zubeldia         | 28                      | Španělsko               | 5                       |
| 72                      | Igor Antón              | 24                      | Španělsko               | DNF                     |
| 73                      | Mikel Astarloza         | 27                      | Španělsko               | 9                       |
| 74                      | Jorge Azanza            | 25                      | Španělsko               | 82                      |
| 75                      | Iñaki Isasi             | 30                      | Španělsko               | 90                      |
| 76                      | Iñigo Landaluze         | 30                      | Španělsko               | 43                      |
| 77                      | Rubén Pérez             | 25                      | Španělsko               | 50                      |
| 78                      | Amets Txurruka          | 24                      | Španělsko               | 23                      |
| 79                      | Gorka Verdugo           | 28                      | Španělsko               | 48                      |

| Lampre-Fondital (LAM) | Lampre-Fondital (LAM) | Lampre-Fondital (LAM) | Lampre-Fondital (LAM) | Lampre-Fondital (LAM) |
| --------------------- | --------------------- | --------------------- | --------------------- | --------------------- |
| Číslo                 | Jezdec                | Věk                   | Stát                  | Pozice                |
| 81                    | Alessandro Ballan     | 27                    | Itálie                | 88                    |
| 82                    | Daniele Bennati       | 26                    | Itálie                | 75                    |
| 83                    | Paolo Bossoni         | 31                    | Itálie                | 95                    |
| 84                    | Marzio Bruseghin      | 33                    | Itálie                | 41                    |
| 85                    | Claudio Corioni       | 24                    | Itálie                | 126                   |
| 86                    | Danilo Napolitano     | 26                    | Itálie                | DSQ                   |
| 87                    | Daniele Righi         | 31                    | Itálie                | 96                    |
| 88                    | Tadej Valjavec        | 30                    | Slovinsko             | 19                    |
| 89                    | Patxi Vila            | 31                    | Španělsko             | 29                    |

| Team Gerolsteiner (GST) | Team Gerolsteiner (GST) | Team Gerolsteiner (GST) | Team Gerolsteiner (GST) | Team Gerolsteiner (GST) |
| ----------------------- | ----------------------- | ----------------------- | ----------------------- | ----------------------- |
| Číslo                   | Jezdec                  | Věk                     | Stát                    | Pozice                  |
| 91                      | Stefan Schumacher       | 25                      | Německo                 | 87                      |
| 92                      | Robert Förster          | 29                      | Německo                 | 135                     |
| 93                      | Markus Fothen           | 25                      | Německo                 | 34                      |
| 94                      | Heinrich Haussler       | 23                      | Austrálie               | 129                     |
| 95                      | Bernhard Kohl           | 25                      | Rakousko                | 31                      |
| 96                      | Sven Krauss             | 24                      | Německo                 | 137                     |
| 97                      | Ronny Scholz            | 29                      | Německo                 | 81                      |
| 98                      | Fabian Wegmann          | 27                      | Německo                 | 60                      |
| 99                      | Peter Wrolich           | 33                      | Rakousko                | 133                     |

| Crédit Agricole (C.A) | Crédit Agricole (C.A) | Crédit Agricole (C.A) | Crédit Agricole (C.A) | Crédit Agricole (C.A) |
| --------------------- | --------------------- | --------------------- | --------------------- | --------------------- |
| Číslo                 | Jezdec                | Věk                   | Stát                  | Pozice                |
| 101                   | Thor Hushovd          | 29                    | Norsko                | 139                   |
| 102                   | William Bonnet        | 25                    | Francie               | 109                   |
| 103                   | Alexandr Bočarov      | 32                    | Rusko                 | 33                    |
| 104                   | Anthony Charteau      | 27                    | Francie               | 136                   |
| 105                   | Julian Dean           | 32                    | Nový Zéland           | 107                   |
| 106                   | Dmitry Fofonov        | 30                    | Kazachstán            | 26                    |
| 107                   | Patrice Halgand       | 33                    | Francie               | 30                    |
| 108                   | Sebastien Hinault     | 33                    | Francie               | 132                   |
| 109                   | Christophe Le Mével   | 26                    | Francie               | DNF                   |

| Discovery Channel Pro Cycling Team (DSC) | Discovery Channel Pro Cycling Team (DSC) | Discovery Channel Pro Cycling Team (DSC) | Discovery Channel Pro Cycling Team (DSC) | Discovery Channel Pro Cycling Team (DSC) |
| ---------------------------------------- | ---------------------------------------- | ---------------------------------------- | ---------------------------------------- | ---------------------------------------- |
| Číslo                                    | Jezdec                                   | Věk                                      | Stát                                     | Pozice                                   |
| 111                                      | Levi Leipheimer                          | 33                                       | USA                                      | 3                                        |
| 112                                      | Alberto Contador                         | 24                                       | Španělsko                                | 1                                        |
| 113                                      | Vladimir Gusev                           | 25                                       | Rusko                                    | 38                                       |
| 114                                      | George Hincapie                          | 34                                       | USA                                      | 24                                       |
| 115                                      | Egoi Martínez                            | 29                                       | Španělsko                                | 61                                       |
| 116                                      | Benjamín Noval                           | 26                                       | Španělsko                                | 115                                      |
| 117                                      | Sérgio Paulinho                          | 27                                       | Portugalsko                              | 65                                       |
| 118                                      | Yaroslav Popovych                        | 27                                       | Ukrajina                                 | 8                                        |
| 119                                      | Tomas Vaitkus                            | 25                                       | Litva                                    | DNS                                      |

| Bouygues Télécom (BTL) | Bouygues Télécom (BTL) | Bouygues Télécom (BTL) | Bouygues Télécom (BTL) | Bouygues Télécom (BTL) |
| ---------------------- | ---------------------- | ---------------------- | ---------------------- | ---------------------- |
| Číslo                  | Jezdec                 | Věk                    | Stát                   | Pozice                 |
| 121                    | Pierrick Fédrigo       | 28                     | Francie                | 84                     |
| 122                    | Stef Clement           | 24                     | Nizozemsko             | DSQ                    |
| 123                    | Xavier Florencio       | 27                     | Španělsko              | 46                     |
| 124                    | Anthony Geslin         | 27                     | Francie                | 98                     |
| 125                    | Laurent Lefevre        | 31                     | Francie                | 58                     |
| 126                    | Jérôme Pineau          | 27                     | Francie                | 68                     |
| 127                    | Matthieu Sprick        | 25                     | Francie                | DNF                    |
| 128                    | Johann Tschopp         | 25                     | Švýcarsko              | 93                     |
| 129                    | Thomas Voeckler        | 28                     | Francie                | 66                     |

| Agritubel (AGR) | Agritubel (AGR)     | Agritubel (AGR) | Agritubel (AGR) | Agritubel (AGR) |
| --------------- | ------------------- | --------------- | --------------- | --------------- |
| Číslo           | Jezdec              | Věk             | Stát            | Pozice          |
| 131             | Juan Miguel Mercado | 28              | Španělsko       | 80              |
| 132             | Freddy Bichot       | 27              | Francie         | 102             |
| 133             | Moisés Dueñas       | 26              | Španělsko       | 39              |
| 134             | Romain Feillu       | 23              | Francie         | DNF             |
| 135             | Eduardo Gonzalo     | 23              | Španělsko       | DNF             |
| 136             | Cédric Herve        | 27              | Francie         | DSQ             |
| 137             | Nicolas Jalabert    | 34              | Francie         | 114             |
| 138             | Benoît Salmon       | 33              | Francie         | 125             |
| 139             | Nicolas Vogondy     | 29              | Francie         | 92              |

| Cofidis, Le Crédit par Téléphone (COF) | Cofidis, Le Crédit par Téléphone (COF) | Cofidis, Le Crédit par Téléphone (COF) | Cofidis, Le Crédit par Téléphone (COF) | Cofidis, Le Crédit par Téléphone (COF) |
| -------------------------------------- | -------------------------------------- | -------------------------------------- | -------------------------------------- | -------------------------------------- |
| Číslo                                  | Jezdec                                 | Věk                                    | Stát                                   | Pozice                                 |
| 141                                    | Sylvain Chavanel                       | 28                                     | Francie                                | DNS                                    |
| 142                                    | Stéphane Augé                          | 32                                     | Francie                                | DNS                                    |
| 143                                    | Geoffroy Lequatre                      | 26                                     | Francie                                | DNS                                    |
| 144                                    | Cristian Moreni                        | 34                                     | Itálie                                 | DNS                                    |
| 145                                    | Nick Nuyens                            | 27                                     | Belgie                                 | DNS                                    |
| 146                                    | Iván Parra                             | 31                                     | Kolumbie                               | DNF                                    |
| 147                                    | Staf Scheirlinckx                      | 28                                     | Belgie                                 | DNS                                    |
| 148                                    | Rik Verbrugghe                         | 32                                     | Belgie                                 | DNS                                    |
| 149                                    | Bradley Wiggins                        | 27                                     | Spojené království                     | DNS                                    |

| Liquigas (LIQ) | Liquigas (LIQ)       | Liquigas (LIQ) | Liquigas (LIQ)     | Liquigas (LIQ) |
| -------------- | -------------------- | -------------- | ------------------ | -------------- |
| Číslo          | Jezdec               | Věk            | Stát               | Pozice         |
| 151            | Filippo Pozzato      | 25             | Itálie             | DNS            |
| 152            | Michael Albasini     | 26             | Švýcarsko          | 59             |
| 153            | Manuel Beltrán       | 36             | Španělsko          | 18             |
| 154            | Kjell Carlström      | 30             | Finsko             | 76             |
| 155            | Murilo Fischer       | 28             | Brazílie           | 101            |
| 156            | Aleksandr Kuschynski | 27             | Bělorusko          | 89             |
| 157            | Manuel Quinziato     | 27             | Itálie             | 113            |
| 158            | Charlie Wegelius     | 29             | Spojené království | 45             |
| 159            | Frederik Willems     | 27             | Belgie             | 73             |

| Française des Jeux (FDJ) | Française des Jeux (FDJ) | Française des Jeux (FDJ) | Française des Jeux (FDJ) | Française des Jeux (FDJ) |
| ------------------------ | ------------------------ | ------------------------ | ------------------------ | ------------------------ |
| Číslo                    | Jezdec                   | Věk                      | Stát                     | Pozice                   |
| 161                      | Sandy Casar              | 28                       | Francie                  | 71                       |
| 162                      | Sébastien Chavanel       | 26                       | Francie                  | 130                      |
| 163                      | Mickael Delage           | 21                       | Francie                  | 117                      |
| 164                      | Rémy Di Gregorio         | 21                       | Francie                  | DNS                      |
| 165                      | Philippe Gilbert         | 25                       | Belgie                   | DNS                      |
| 166                      | Lilian Jegou             | 31                       | Francie                  | 97                       |
| 167                      | Mathieu Ladagnous        | 22                       | Francie                  | 112                      |
| 168                      | Thomas Lövkvist          | 23                       | Švédsko                  | 64                       |
| 169                      | Benoît Vaugrenard        | 25                       | Francie                  | 83                       |

| Quick Step-Innergetic (QSI) | Quick Step-Innergetic (QSI) | Quick Step-Innergetic (QSI) | Quick Step-Innergetic (QSI) | Quick Step-Innergetic (QSI) |
| --------------------------- | --------------------------- | --------------------------- | --------------------------- | --------------------------- |
| Číslo                       | Jezdec                      | Věk                         | Stát                        | Pozice                      |
| 171                         | Tom Boonen                  | 26                          | Belgie                      | 119                         |
| 172                         | Carlos Barredo              | 26                          | Španělsko                   | 42                          |
| 173                         | Steven de Jongh             | 33                          | Nizozemsko                  | 123                         |
| 174                         | Juan Manuel Gárate          | 31                          | Španělsko                   | 21                          |
| 175                         | Sebastien Rosseler          | 25                          | Belgie                      | 104                         |
| 176                         | Gert Steegmans              | 26                          | Belgie                      | 138                         |
| 177                         | Bram Tankink                | 28                          | Nizozemsko                  | 40                          |
| 178                         | Matteo Tosatto              | 33                          | Itálie                      | 108                         |
| 179                         | Cedric Vasseur              | 36                          | Francie                     | 55                          |

| Team Milram (MRM) | Team Milram (MRM)     | Team Milram (MRM) | Team Milram (MRM) | Team Milram (MRM) |
| ----------------- | --------------------- | ----------------- | ----------------- | ----------------- |
| Číslo             | Jezdec                | Věk               | Stát              | Pozice            |
| 181               | Erik Zabel            | 37                | Německo           | 79                |
| 182               | Alessandro Cortinovis | 29                | Itálie            | 122               |
| 183               | Ralf Grabsch          | 34                | Německo           | 116               |
| 184               | Andriy Hryvko         | 23                | Ukrajina          | 78                |
| 185               | Christian Knees       | 26                | Německo           | 47                |
| 186               | Brett Lancaster       | 27                | Austrálie         | DNF               |
| 187               | Alberto Ongarato      | 31                | Itálie            | DNF               |
| 188               | Enrico Poitschke      | 37                | Německo           | 131               |
| 189               | Marcel Sieberg        | 25                | Německo           | 120               |

| Astana Team (AST) | Astana Team (AST)     | Astana Team (AST) | Astana Team (AST) | Astana Team (AST) |
| ----------------- | --------------------- | ----------------- | ----------------- | ----------------- |
| Číslo             | Jezdec                | Věk               | Stát              | Pozice            |
| 191               | Alexandr Vinokurov    | 33                | Kazachstán        | DNS               |
| 192               | Antonio Colom         | 29                | Španělsko         | DNS               |
| 193               | Maxim Iglinsky        | 26                | Kazachstán        | DNS               |
| 194               | Sergej Ivanov         | 32                | Rusko             | DNS               |
| 195               | Andrej Kašečkin       | 27                | Kazachstán        | DNS               |
| 196               | Andreas Klöden        | 32                | Německo           | DNS               |
| 197               | Daniel Navarro Garcia | 23                | Španělsko         | DNS               |
| 198               | Gregory Rast          | 27                | Švýcarsko         | DNS               |
| 199               | Paolo Savoldelli      | 34                | Itálie            | DNS               |

| Saunier Duval-Prodir (SDV) | Saunier Duval-Prodir (SDV) | Saunier Duval-Prodir (SDV) | Saunier Duval-Prodir (SDV) | Saunier Duval-Prodir (SDV) |
| -------------------------- | -------------------------- | -------------------------- | -------------------------- | -------------------------- |
| Číslo                      | Jezdec                     | Věk                        | Stát                       | Pozice                     |
| 201                        | David Millar               | 30                         | Spojené království         | 69                         |
| 202                        | Iker Camaño                | 28                         | Španělsko                  | 53                         |
| 203                        | David Canada               | 32                         | Španělsko                  | 103                        |
| 204                        | Juan José Cobo             | 26                         | Španělsko                  | 20                         |
| 205                        | David de la Fuente         | 26                         | Španělsko                  | 49                         |
| 206                        | Rubén Lobato               | 28                         | Španělsko                  | DNS                        |
| 207                        | Iban Mayo                  | 29                         | Španělsko                  | 16                         |
| 208                        | Christophe Rinero          | 33                         | Francie                    | 77                         |
| 209                        | Francisco Ventoso          | 25                         | Španělsko                  | DNS                        |

| Barloworld (BAR) | Barloworld (BAR)     | Barloworld (BAR) | Barloworld (BAR)   | Barloworld (BAR) |
| ---------------- | -------------------- | ---------------- | ------------------ | ---------------- |
| Číslo            | Jezdec               | Věk              | Stát               | Pozice           |
| 211              | Alexandr Jefimkin    | 25               | Rusko              | 99               |
| 212              | Félix Cárdenas       | 34               | Kolumbie           | 106              |
| 213              | Giampaolo Cheula     | 28               | Itálie             | 111              |
| 214              | Enrico Degano        | 31               | Itálie             | DNF              |
| 215              | Geraint Thomas       | 21               | Spojené království | 140              |
| 216              | Robert Hunter        | 30               | Jižní Afrika       | 118              |
| 217              | Paolo Longo Borghini | 26               | Itálie             | 124              |
| 218              | Kanstantsin Sivtsov  | 24               | Bělorusko          | 32               |
| 219              | Mauricio Soler       | 24               | Kolumbie           | 11               |